# Jimmy Bermúdez
Jimmy Bermúdez Valencia conocido en el ámbito deportivo como Tapa Roja  (Puerto Tejada, Cauca, Colombia; 16 de diciembre de 1987) es un futbolista colombiano nacionalizado ecuatoguineano. Juega como defensor. Bermúdez se hizo mundialmente famoso por anotarle gol a Pepe Reina en un partido amistoso entre Guinea Ecuatorial y España.

## Selección nacional

### Colombia
Jimmy Bermúdez hizo parte de la selección de fútbol sub-20 de Colombia en el Campeonato Sudamericano Sub-20 de 2007 bajo la dirección técnica de Eduardo Lara, compartiendo camerino con jugadores como Carlos Darwin Quintero, John Jairo Mosquera, Mauricio Chalar, Juan Pablo Pino entre otros. Allí, el equipo 'tricolor' quedó último del hexagonal final, en lo personal disputó siete partidos de los nueve jugados por la selección.

### Guinea Ecuatorial
A partir de mayo de 2013 es convocado por la selección de fútbol de Guinea Ecuatorial, ganando 30.000 euros (60 millones de pesos colombianos) por cada partido jugado.
Ha hecho 2 goles, uno contra Sierra Leona válido por las eliminatorias africanas a Brasil 2014, y la otra anotación fue en un amistoso que tuvo con España el 16 de noviembre de 2013, él fue el autor del gol contra los españoles, pese a perder por 1-2 en Malabo. El gol se lo anotó al arquero Pepe Reina.
De los casi 20 Colombianos que se nacionalizaron y jugaron para esta selección, él es el que tuvo mayor trascendencia y aceptación por parte de la hinchada.

#### Partidos
| #                                                                   | Fecha                   | Lugar                                | Rival        | Goles | Resultado | Competición                      |
| ------------------------------------------------------------------- | ----------------------- | ------------------------------------ | ------------ | ----- | --------- | -------------------------------- |
| 1                                                                   | 5 de junio de 2013      | Estadio de Malabo, Guinea Ecuatorial | Togo         | 0     | 0-1       | Amistoso                         |
| 2                                                                   | 8 de junio de 2013      | Estadio Nacional Cabo Verde          | Cabo Verde   | 0     | 3-0       | Eliminatorias Brasil 2014        |
| 3                                                                   | 16 de junio de 2013     | Estadio de Malabo, Guinea Ecuatorial | Túnez        | 0     | 1-1       | Eliminatorias Brasil 2014        |
| 4                                                                   | 4 de septiembre de 2013 | Estadio de Malabo, Guinea Ecuatorial | Libia        | 0     | 1-1       | Amistoso                         |
| 5                                                                   | 7 de septiembre de 2013 | Estadio Nacional, Sierra Leona       | Sierra Leona | 1     | 0-1       | Eliminatorias Brasil 2014        |
| 6                                                                   | 16 de noviembre de 2013 | Estadio de Malabo, Guinea Ecuatorial | España       | 1     | 1-2       | Amistoso                         |
| 7                                                                   | 17 de mayo de 2014      | Estadio Olímpico, Mauritania         | Mauritania   | 0     | 1-0       | Eliminatorias Copa Africana 2015 |
| 8                                                                   | 1 de junio de 2014      | Estadio de Malabo, Guinea Ecuatorial | Mauritania   | 0     | 3-0       | Eliminatorias Copa Africana 2015 |
| Última convocatoria 9/10/2017 vs la Selección de fútbol de Mauricio |                         |                                      |              |       |           |                                  |

## Clubes
| Club                 | País                | Año                 | PJ  | Goles |
| -------------------- | ------------------- | ------------------- | --- | ----- |
| Alianza Petrolera    | Colombia            | 2006                | 16  | 0     |
| Atlético Bucaramanga | Colombia            | 2006                | 11  | 0     |
| Atlético Nacional    | Colombia            | 2007 - 2009         | 18  | 1     |
| Envigado FC          | Colombia            | 2010                | 25  | 0     |
| Atlético Huila       | Colombia            | 2011                | 17  | 0     |
| LDU Loja             | Ecuador             | 2012 - 2014         | 72  | 0     |
| Atlante              | México              | 2014- 2017          | 66  | 1     |
| Rionegro Águilas     | Colombia            | 2017                | 2   | 0     |
| Atlético de Cali     | Colombia            | 2018                | 13  | 0     |
| Leones Vegetarianos  | Guinea Ecuatorial   | 2019                | 0   | 0     |
| Olmedo               | Ecuador             | 2020                | 0   | 0     |
| Total en su carrera  | Total en su carrera | Total en su carrera | 240 | 2     |

### Selecciones
| Selección | Temporada     | Amistosos | Amistosos | Amistosos | Eliminatorias(1) | Eliminatorias(1) | Eliminatorias(1) | Mundial | Mundial | Mundial | Total | Total | Total  | Media goleadora |
| Selección | Temporada     | Part.     | Goles     | Asist.    | Part.            | Goles            | Asist.           | Part.   | Goles   | Asist.  | Part. | Goles | Asist. | Media goleadora |
| --- | ------------- | --------- | --------- | --------- | ---------------- | ---------------- | ---------------- | ------- | ------- | ------- | ----- | ----- | ------ | --------------- |
| Sub-20 · Colombia | 2007          | —         | —         | —         | 7                | 0                | 0                | —       | —       | —       | 7     | 0     | 0      | 0.00            |
| Sub-20 · Colombia | Total         | 0         | 0         | 0         | 7                | 0                | 0                | 0       | 0       | 0       | 7     | 0     | 0      | 0.00            |
| Adulta Guinea Ecuatorial | 2013          | 3         | 1         | 0         | 4                | 1                | 0                | —       | —       | —       | 7     | 2     | 0      | 0.28            |
| Adulta Guinea Ecuatorial | 2014          | —         | —         | —         | 2                | 0                | 0                | —       | —       | —       | 2     | 0     | 0      | 0.00            |
| Adulta Guinea Ecuatorial | 2018          | 0         | 0         | 0         | —                | —                | —                | —       | —       | —       | 0     | 0     | 0      | 0.00            |
| Adulta Guinea Ecuatorial | Total         | 3         | 1         | 0         | 6                | 1                | 0                | 0       | 0       | 0       | 9     | 2     | 0      | 0.12            |
| Total carrera | Total carrera | 3         | 1         | 0         | 13               | 1                | 0                | 0       | 0       | 0       | 16    | 2     | 0      | 0.12            |
| (1) Incluye los partidos del Campeonato Sudamericano de Fútbol Sub-20 / Copa Africana de Naciones, Eliminatorias Mundialistas (Brasil 2014) |               |           |           |           |                  |                  |                  |         |         |         |       |       |        |                 |